# Lété (Niger)
Pour les articles homonymes, voir Lété.
Pour l’article ayant un titre homophone, voir Léthé.
L’île de Lété, au Niger, se trouve sur le fleuve Niger à 40 km au nord-ouest de Gaya. Longue de 16 km et large au plus de 4 km, sa superficie d'environ 40 km² en fait la plus grande île à la frontière avec le Bénin.
Quelque 2 000 îliens, originaires des deux rives du fleuve Niger, y vivent de la culture et de l'élevage (sources datées de 2000).
L'île a été le théâtre de divers incidents frontaliers à partir de 1959, avant même que les deux pays aient obtenu leur indépendance de la France. Aussi, en 2001, leurs gouvernements ont décidé de renvoyer la question à l'avis de la Cour internationale de justice. Celle-ci a statué par son arrêt du 12 juillet 2005 pour le rattachement au Niger,.